# Куянлы
Куянлы (с ногайского «заячий» остров) — расселенное село в Красноярском районе Астраханской области, входит в состав Сеитовского сельсовета. Место компактного расселения ногайцев карагашей, которых расселили из-за нахождения в санитарно-защитной зоне Астраханского газового месторождения. Официально население составляет 2 человека (2010).

## История
В 1990 году, в связи с негативным воздействием на окружающую среду деятельности Астраханского газового комплекса постановлением Совета Министров РСФСР от 17.08.1990 № 309 Куянлы включено в перечень населенных пунктов, расположенных в 8-километровой санитарно-защитной зоне Астраханского газового комплекса, на территории которых установлен коэффициент за работу в пустынной и безводной местности в размере 1,35 к заработной плате рабочих и служащих.
В 2010-х годах началось расселение населённых пунктов, Куянлы опустело.

## География
Село расположено в Волго-Ахтубинской пойме, на острове, образованным рекой Ахтуба (рукав реки Волги) и ериком Куянлинский.
Абсолютная высота 23 метра ниже уровнем моря.
Уличная сеть состоит из трёх географических объектов: ул. Мира, ул. Урожайная, ул. Юбилейная
Климат
Резко континентальный, крайне засушливый (согласно классификации климатов Кёппена-Гейгера — BSk).
Часовой пояс
Куянлы, как и вся Астраханская область, находится в часовой зоне МСК+1. Смещение применяемого времени относительно UTC составляет +4:00.

## Население
| 2002 | 2010 |
| ---- | ---- |
| 185  | ↘2   |

Национальный и гендерный состав
По данным Всероссийской переписи, в 2010 году численность населения посёлка составляла 2 человека (по 1 мужчине и 1 женщине, 50,0 и 50,0 %%).
Согласно результатам переписи 2002 года, в национальной структуре населения посёлка ногайцы составляли 97 % от общей численности населения в 180 жителей.
На 2019 год населения нет, село расселено

## Транспорт
Ближайшая железнодорожная станция Аксарайская.

## Известные уроженцы
- Джуманов, Равиль Утемухамедович (1937—2014) — карагаш-ногайский этнический активист, историк, краевед.